# Introzzo

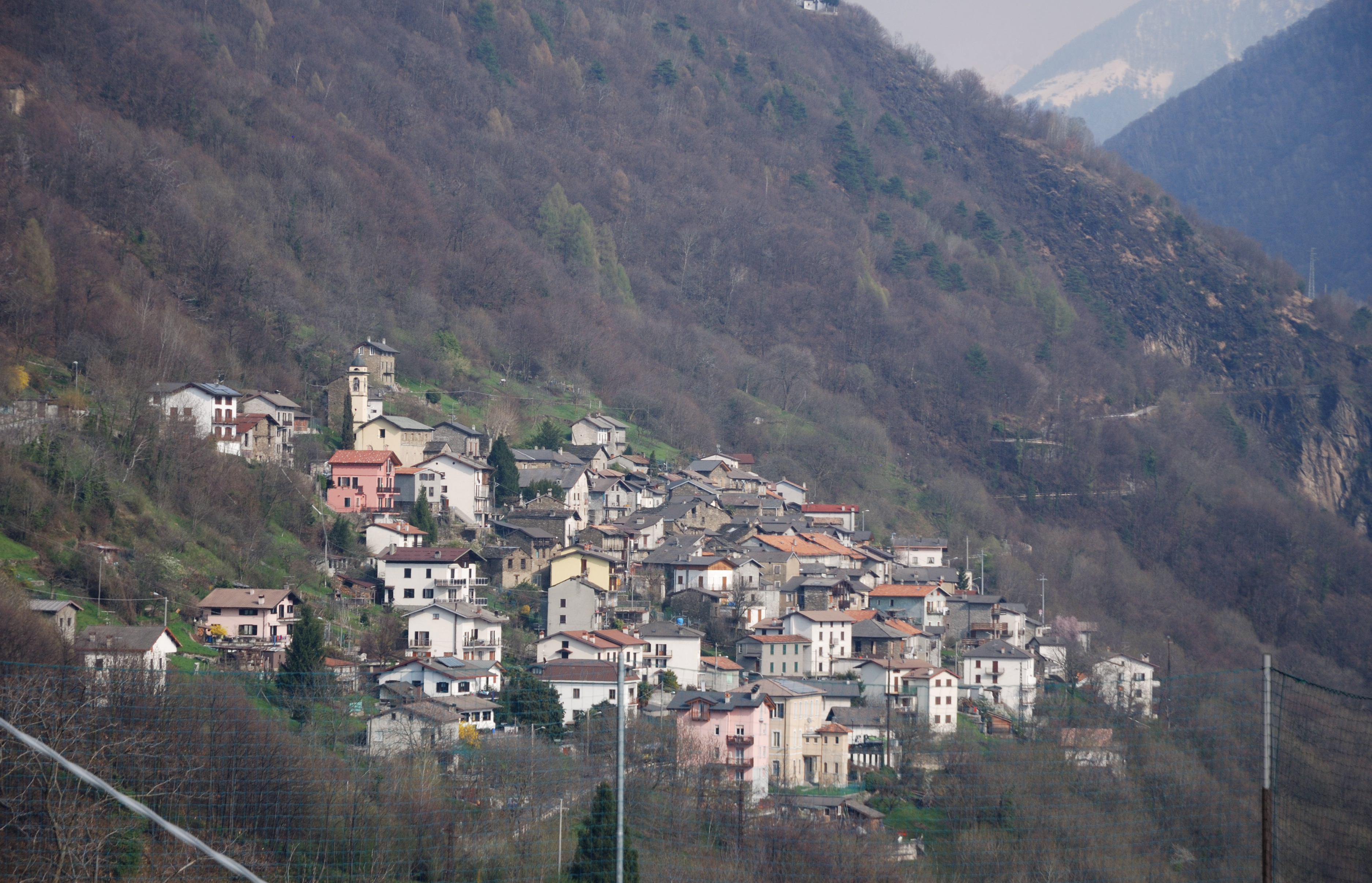
Introzzo

Introzzo ist eine Fraktion der Gemeinde Valvarrone in der Provinz Lecco in der Region Lombardei. Introzzo liegt etwa 25 km nördlich der Provinzhauptstadt Lecco und 70 km nordöstlich der Millionen-Metropole Mailand.

## Geographie
Die Gemeinde Introzzo  hatte zuletzt 121 Einwohnern (Stand 31. Dezember 2016). Die Nachbargemeinden waren Dervio, Dorio, Sueglio und Tremenico.

## Geschichte
Im Mittelalter wurde die Gegend Mont'lntrozzo genannt. Damit war das ganze Tal gemeint, dessen Hauptort Introzzo bis heute darstellt. Es ist aber auch die Bezeichnung Monte di Dervio überliefert, der an den Namen der angrenzenden Gemeinde Dervio erinnert. Die erste Straße nach Introzzo wurde als Militärstraße während des Ersten Weltkrieges errichtet.
Die Gemeinde Introzzo wurde am 1. Januar 2018 mit Vestreno und Tremenico zur neuen Gemeinde Valvarrone zusammengeschlossen. Die umfasste die Fraktionen Lavadè und Subiale.

## Kultur und Sehenswürdigkeiten
- Fest des Ortspatrons Antonius der Große am 17. Januar